# X-49試驗機
X-49A Speedhawk是由Piasecki飛機公司以SH-60海鷹直升機改裝的高速飛行試驗直升機。

## 開發
X-49A試驗機的計劃最初由美國海軍提出，並將計劃交由美國Piasecki公司開發，此計劃在2000年10月開始，Piasecki以一架塞考斯基飞行器公司的YSH-60F直升機改用尾部向量推力式導管螺旋槳（VTDP-Vectored Thrust Ducted Propeller）及加裝襟副翼而成，並以兩個通用电气T700-GE-401C引擎推動。
Piasecki在開發X-49A前其實早已在1960年代推出相似的VTDP高速試驗直升機，名為Piasecki 16H-1及16H-1A，當時飛行速度已達每小時225英里（360公里／小時、200節）。至2003年5月，當時代號為YSH-60F/VTDP的試驗機被正式命名為X-49A。
到2004年，美國海軍將整個計劃轉交給美國陸軍。

## 設計
美國陸軍在接手測試X-49A時，Piasecki在機身加裝了一對來自Aerostar FJ-100商業航機的襟副翼，尾部螺旋槳增加環型外殼以適合VTDP的運作，令飛行速度提升至200節（360公里／小時）或以上，駕駛艙設計及駕駛方法亦有所改變，混合了直升機及定翼機的駕駛模式以降低高速飛行時機師的工作量。X-49A比SH-60增加了約1,600磅（725公斤）。

## 試驗歷史
2007年6月30日，X-49A在威爾明頓的波音測試中心進行了約15分鐘的首次試飛，這次試飛包括了以VTDP系統作空中停留、掉頭、高／低速飛行、水平橫移等。至2007年10月，X-49已試飛24次共19小時。